# 750-е годы
750-е (семьсо́т пятидеся́тые) го́ды по юлианскому календарю — промежуток времени с 1 января 750 года по 31 декабря 759 года, включающий 750 год 5-го десятилетия   и с 751 по 759 годы    6-го десятилетия VIII века 1-го тысячелетия.  Они закончились 1266 лет назад.

## Важнейшие события
- Аббасидский халифат (750—1258). Таласская битва (751).
- Папская область (752—1870).
- Иконоборческий собор (754)[1].
- Начало 750-х годов — война Византии с арабами идёт в Месопотамии и Южной Армении. Константин V захватил и разрушил Феодосиополь, Малатию, Самосату, а жителей переселил вглубь Византии. Многие сирийцы и армяне расселены во Фракии.
- Начало 750-х годов — первое появление скандинавов на Ладоге.

## Родились
- Лев IV Хазар
- Лев III (папа римский)
- Карломан (король франков)